# Emerson Chalá
Alejandro Emerson Chalá (* 2. August 1991) ist ein ecuadorianischer Hürdenläufer, der sich auf die 400-Meter-Distanz spezialisiert hat.

## Sportliche Laufbahn
Erste internationale Erfahrungen sammelte Emerson Chalá im Jahr 2009, als er bei den Juegos Bolivarianos in Sucre mit der ecuadorianischen 4-mal-400-Meter-Staffel in 3:19,29 min die Bronzemedaille hinter den Teams aus Venezuela und Kolumbien gewann. Im Jahr darauf belegte er bei den U23-Südamerikameisterschaften, die im Zuge der Südamerikaspiele in Medellín stattfanden, in 54,43 s den achten Platz im 400-Meter-Hürdenlauf und erreichte mit der Staffel nach 3:19,21 min Rang sechs. 2011 nahm er an den Panamerikanischen Spielen in Guadalajara teil und schied dort mit 53,53 s in der ersten Runde aus. Im Jahr darauf klassierte er sich bei den Ibero-Amerikanischen Meisterschaften in Barquisimeto mit 51,33 s auf dem fünften Platz über die Hürden und auch mit der Staffel erreichte er in 3:09,48 min Rang fünf. Anschließend gewann er bei den U23-Südamerikameisterschaften in São Paulo in 51,11 s die Silbermedaille hinter dem Brasilianer Hederson Estefani und im 400-Meter-Lauf belegte er in 48,80 s den siebten Platz. 2013 belegte er bei den Südamerikameisterschaften in Cartagena in 53,10 s den achten Platz über 400 m Hürden und wurde im Staffelbewerb in 3:15,61 min Vierter. Anschließend gewann er bei den Juegos Bolivarianos in Trujillo mit neuem Landesrekord von 49,76 s die Silbermedaille hinter dem Venezolaner Lucirio Francisco Garrido und in 3:12,19 min sicherte er sich mit der Staffel erneut die Bronzemedaille hinter Kolumbien und Venezuela. Zudem wurde er in 47,84 s Sechster über 400 m. Im Jahr darauf nahm er an den Südamerikaspielen in Santiago de Chile teil und konnte dort sein Rennen über die Hürden nicht beenden und schied über die flache Distanz mit 48,36 s in der ersten Runde aus. Anschließend belegte er bei den Ibero-Amerikanischen Meisterschaften in São Paulo in 50,58 s den fünften Platz.
2015 belegte er bei den Südamerikameisterschaften in Lima in 52,51 s den sechsten Platz, wie auch bei den Leichtathletik-Südamerikameisterschaften 2017 in Luque mit 51,37 s. Zudem schied er dort mit 49,19 s im Vorlauf über 400 m aus und erreichte mit der Staffel in 3:16,44 min Rang sechs. Anschließend gewann er bei den Juegos Bolivarianos in Santa Marta in 50,53 s die Silbermedaille hinter dem Kolumbianer Yeison Rivas und belegte im Staffelbewerb in 3:12,81 min den vierten Platz. 2018 nahm er ein weiteres Mal an den Südamerikaspielen in Cochabamba teil und wurde dort in 51,04 s Fünfter und anschließend schied er bei den Ibero-Amerikanischen Meisterschaften in Trujillo mit 52,17 min in der ersten Runde aus und gewann mit der Staffel in 3:11,73 min die Silbermedaille hinter dem Team aus Chile. Nach mehreren Jahren Wettkampfpause belegte er 2021 bei den Südamerikameisterschaften im heimischen Guayaquil in 53,10 s den sechsten Platz. 
2013 wurde Chalá ecuadorianischer Meister im 400-Meter-Hürdenlauf sowie 2010 über 110 m Hürden.

## Persönliche Bestzeiten
- 400 Meter: 47,56 s, 1. März 2014 in Medellín
- 100 m Hürden: 14,88 s (+0,9 m/s), 30. April 2011 in Esmeraldas
- 400 m Hürden: 49,76 s, 28. November 2013 in Trujillo (ecuadorianischer Rekord)